# Alexander Hamilton, 10. Duke of Hamilton

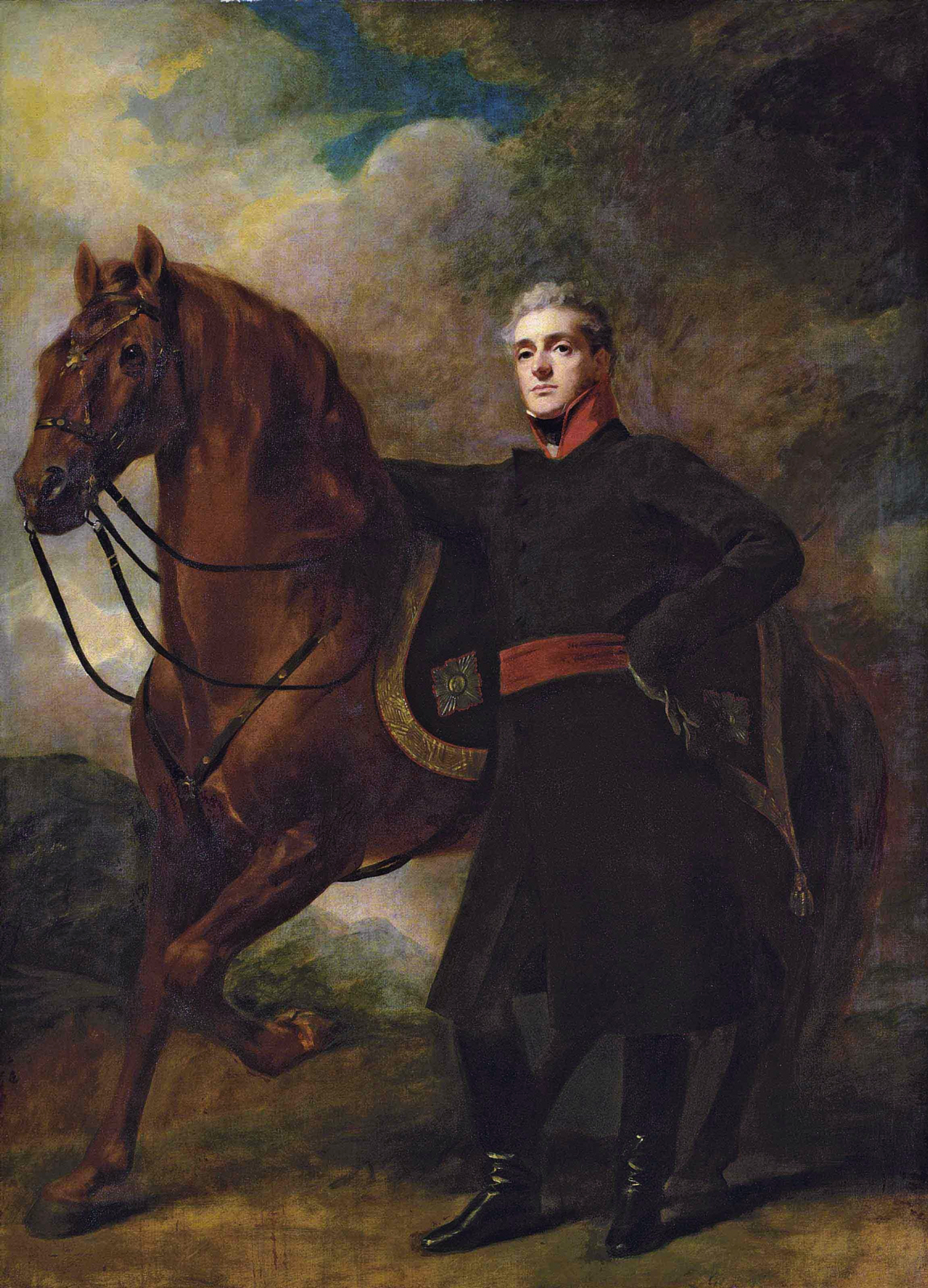
Alexander Hamilton, 10. Duke of Hamilton. (Henry Raeburn)

Alexander Hamilton, 10. Duke of Hamilton (* 3. Oktober 1767 in London; † 18. August 1852 ebenda) war ein schottisch-britischer Peer, Politiker und Diplomat.

## Leben
Alexander Hamilton war der Sohn des Archibald Hamilton, 9. Duke of Hamilton und dessen Gemahlin Lady Harriet Stewart, Tochter des 6. Earl of Galloway. Er folgte seinem Vater 1819 als 10. Duke of Hamilton.
Als Heir apparent seines Vaters führte er ab Geburt den Höflichkeitstitel Earl of Angus und ab 1799 den Höflichkeitstitel Marquess of Douglas and Clydesdale. Er besuchte die Harrow School und studierte am Christ Church College der Oxford University. Von 1802 bis 1806 war er als Knight of the Shire für Lancashire Abgeordneter im House of Commons. Von 1802 bis zu seinem Tod hatte er das Amt des Lord Lieutenant von Lanarkshire inne. 1802 wurde er jeweils als Fellow in die Royal Society und die Society of Antiquaries aufgenommen. 1806 wurde er Mitglied des Privy Council und war von 1806 bis 1807 als Nachfolger von William Cathcart britischer Botschafter in Russland. Von 1820 bis 1822 war er auch Großmeister der Freimaurer in Schottland. Er beerbte seinem Vater 1819 als 10. Duke of Hamilton und wurde dadurch Mitglied des britischen House of Lords. 
Hamilton war ein bekannter Dandy. Verschuldet veräußerte er einen großen Teil der umfangreichen Familienbibliothek, darunter die bekannte Hamilton-Bibel. Sein außergewöhnliches Interesse an Mumien ging so weit, dass er seinen eigenen Leichnam nach seinem Tode durch den Experten Thomas Pettigrew mumifizieren ließ. Er wurde auf seinem schottischen Anwesen im Hamilton Palace bestattet.
Der Duke war seit 1810 mit Susan Euphemia Beckford (1786–1859), Tochter des William Beckford verheiratet, mit der er zwei Kinder hatte:
- William Alexander Anthony Hamilton, 11. Duke of Hamilton (1811–1863);
- Lady Susan Harriet Catherine Hamilton (1814–1889), ⚭ (1) 1832–1850 Henry Pelham-Clinton, 5. Duke of Newcastle, ⚭ (2) 1860 Jean Alexis Opdebeeck.